# Coirano
Nella mitologia greca,  Coirano  o  Cerano  era il nome di un guerriero che si distinse nella guerra di Troia.

## Il mito
Quando Paride figlio di Priamo re di Troia prese con sé Elena moglie di Menelao, scoppiò una guerra fra la Grecia e i troiani. Fra i tanti eroi che risposero all'appello del fratello di Agamennone Coirano, soldato proveniente dalla città cretese di Licto, era fra questi. Divenne cocchiere di Merione, durante una battaglia vede il prode Idomeneo in difficoltà, la sua arma si è spezzata ed Ettore si sta avvicinando e va incontro al greco per riuscire a salvarlo. Fa salire sul carro l'eroe ma a quel punto il figlio di Priamo scaglia contro la sua lancia, Idomeneo la schiva ma Coirano viene colpito e muore.

### Pareri secondari
Sotto il nome di Coirano vi era anche un altro soldato che partecipò alla guerra di Troia, noto fra l'esercito troiano che fu ucciso da Ulisse (chiamato anche Odisseo).

### Interpretazione e realtà storica
Stando all'Iliade, Coirano sarà l'ultimo guerriero acheo ucciso da Ettore; in effetti, dopo la sua morte l'eroe troiano non massacrò più nessuno ma affrontò Achille in duello e da lui fu ucciso.

### Fonti antiche
- Omero, Iliade libro VI versi 677-678, libro XVII 611-614